# Zubiena
Zubiena (Zubien-a in piemontese) è un comune italiano di 1 125 abitanti della provincia di Biella in Piemonte.

## Storia
Durante la seconda guerra mondiale il paese era spesso soggetto a razzie da parte dei soldati nazisti: questo provocò l'insorgere di gruppi di partigiani che cercavano di opporsi a queste violenze rispondendo al fuoco, riuscendo però raramente a respingere gli aggressori.
Nell'estate 1944, in seguito ad un'azione dei partigiani che portò alla cattura e all'uccisione di un soldato tedesco e di due repubblichini catturati sulla corriera Ivrea - Biella, i nazisti per rappresaglia fecero riunire tutti i capi famiglia del paese in piazza, li rinchiusero nell'attuale palazzo comunale e li condannarono alla fucilazione. Don Riccardo Alberto, parroco del paese, offrì invano la sua vita in cambio, ma almeno — con l'aiuto del podestà Gaetano Manfredi — riuscì ad ottenere la liberazione dei capi famiglia e la modifica della pena nell'incendio del paese. Infine la sentenza fu nuovamente convertita, e vennero fucilati nei pressi del cimitero di Villa cinque ragazzi innocenti non originari del paese. Il giorno seguente le scuole di Zubiena portarono i bambini a vedere i corpi delle persone uccise.

### Simboli
Lo stemma e il gonfalone del comune di Zubiena sono stati concessi con decreto del presidente della Repubblica del 20 febbraio 1996.
Le dieci fasce d'oro e di rosso sono il simbolo della nobile famiglia Avogadro a cui nel 1434 il Duca Amedeo di Savoia aveva assegnato le terre di Zubiena, Cerrione, Mongiovetto, Donato, Ponderano, Quaregna, Valdengo e Villa.
Il gonfalone è un drappo partito di azzurro e di giallo.

## Monumenti e luoghi d'interesse
- Riserva naturale orientata delle Baragge
- La Bessa

### Fontana solforosa
Nel comune di Zubiena (fraz. Mulini), nei pressi della confluenza nell'Olobbia di un piccolo rio semipermanente, sgorga una abbondante fontana solforosa. Questa era nota nell'Ottocento per le proprie virtù terapeutiche e fu sistemata in una torretta di mattoni dagli abitanti del posto nel 1872.
Di fianco alla fonte fu per lungo tempo attivo un ristorante e il luogo conobbe un notevole flusso di visitatori che venivano anche da molto lontano.

## Società

### Evoluzione demografica
Negli ultimi cento anni, a partire dall'anno 1911, la popolazione residente si è dimezzata.
Abitanti censiti

## Cultura

### Museo dell'Oro e della Bessa
La frazione Vermogno del comune di Zubiena ospita il Centro visite del Parco della Bessa, l'arena per la ricerca dell'oro ed il Museo dell'Oro e della Bessa, parte dell'Ecomuseo Valle Elvo e Serra.

### Associazione Vermogno Vive
La frazione di Vermogno del comune di Zubiena ospita la sede dell'Associazione Vermogno Vive APS, associazione culturale di promozione del territorio attiva dal 1994.

## Amministrazione

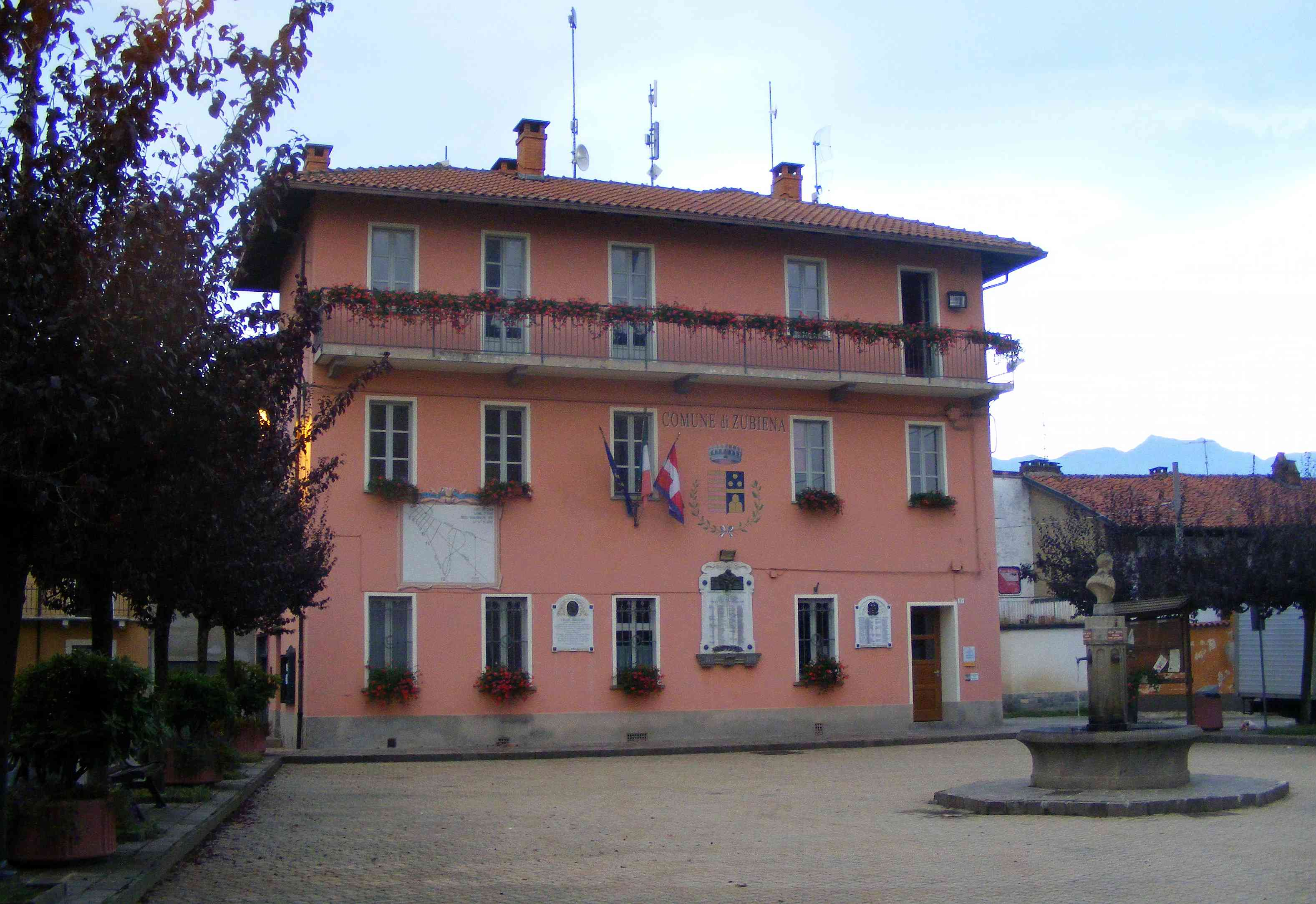
Il municipio di Zubiena

| Periodo | Periodo   | Primo cittadino   | Partito                              | Carica  | Note       |
| ------- | --------- | ----------------- | ------------------------------------ | ------- | ---------- |
| 2004    | 2009      | Giancarlo Verdoia | lista civica                         | Sindaco |            |
| 2009    | 2014      | Davide Basso      | lista civica Alternativa per Zubiena | Sindaco |            |
| 2014    | in carica | Davide Basso      | lista civica Zubiena per tutti       | Sindaco | II mandato |

### Altre informazioni amministrative
Il comune apparteneva alla Comunità montana Alta Valle Elvo, soppressa nel 2009 e confluita, insieme alla Comunità montana Bassa Valle Elvo, nella Comunità montana Valle dell'Elvo. Il 26 maggio 2019 i cittadini di Zubiena sono stati chiamati alle urne per le elezioni comunali 2019. È stato riconfermato il sindaco Davide Basso.